# DR (Dinamarca)
DR, anteriormente Danmarks Radio (español: Radio Dinamarca), es la corporación de radiodifusión pública de Dinamarca. Fue fundada en 1925 y es la empresa de medios de comunicación más grande del país. Su programación es de servicio público: gestiona siete emisoras de radio (cuatro en frecuencia modulada), tres canales de televisión, servicios informativos y un sitio web.
DR es uno de los miembros fundadores de la Unión Europea de Radiodifusión en 1950. También forma parte de la asociación escandinava Nordvision.

## Historia
El 1 de abril de 1925 comenzaron las emisiones de Statsradiofonien, la primera emisora pública de radio en Dinamarca. Su desarrollo fue muy rápido y un año después ya contaba con sus propios boletines informativos (Radioavisen). En 1927 expandió su cobertura en todo el territorio nacional gracias a la instalación de una emisora de onda media en Kalundborg.
Durante la Segunda Guerra Mundial las emisiones de la radio danesa estuvieron controladas por las fuerzas de ocupación nazis, por lo que los habitantes debían recurrir a la BBC o a la radio sueca para informarse sin censura. Cuando el conflicto terminó, Statsradiofonien volvió a la normalidad y se reforzó su papel de servicio público para evitar cualquier manipulación. La empresa se trasladó en 1941 a unas nuevas instalaciones en Frederiksberg.
En 1951 consolidó su actividad con la creación de la segunda cadena de radio (DR P2) y del primer canal de televisión (DR1), que empezó a emitir en pruebas el 2 de octubre. Este servicio se desarrolló con su propia sede (TV-Byen) en Gladsaxe, la creación de los servicios informativos en 1965 y las primeras pruebas en color en 1967. En cuanto a la radio, se estableció una red de canales regionales en 1960 y se consolidó la emisión en estéreo en 1968 gracias a la frecuencia modulada.
El nacimiento de TV2 terminó con el monopolio público de DR, que reforzó su papel de servicio sin dejar de competir frente a los medios privados. DR1 fue la única televisión pública del país hasta que en agosto de 1996 se creó la alternativa DR2. Ese mismo año se modificó el nombre de la empresa a la abreviación DR. Como las sedes de radio y televisión estaban separadas, el gobierno danés decretó en 1999 la unificación de todas las instalaciones en un único complejo, el DR Byen de Copenhague, que se inauguró el 31 de marzo de 2006. Tres años más tarde inauguró dos canales temáticos en televisión digital terrestre: DR Ramasjang (infantil) y DR K (cultural), así como la señal DR HD en alta definición que pasó a ser el tercer canal juvenil DR3 en 2013.
DR afrontó un recorte presupuestario en 2019 que significó el cierre de su tercer canal de televisión en 2020, así como una próxima reducción de emisoras de radio.

## Organización

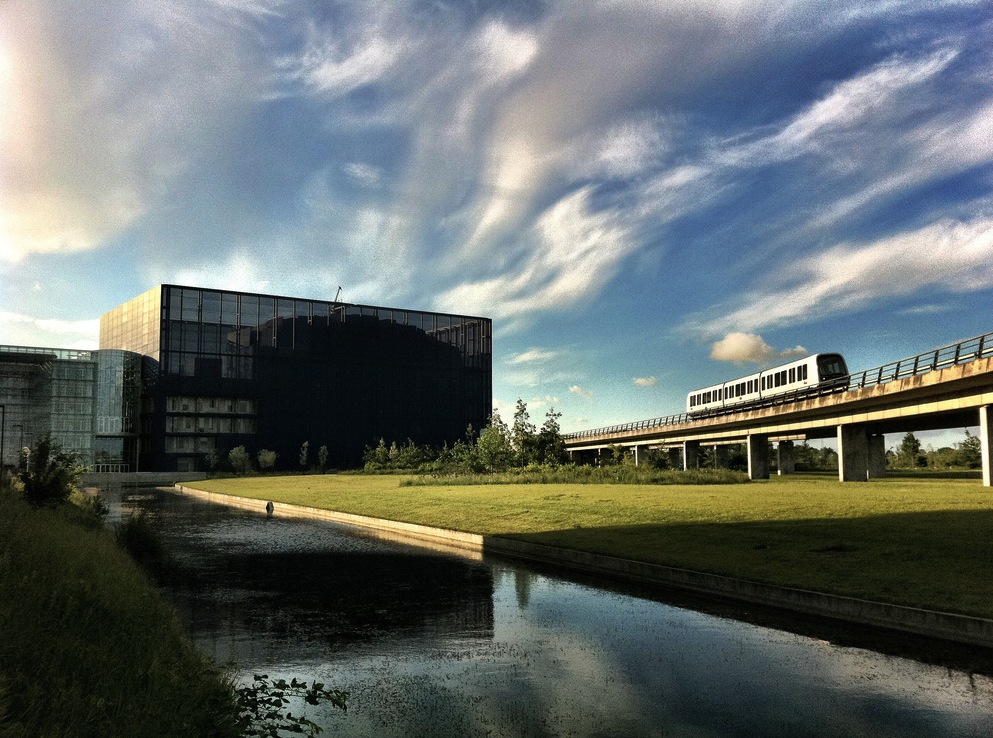
DR Byen, sede central de DR en Copenhague.

DR es una empresa estatal. Su dirección corre a cargo de un consejo ejecutivo de 11 miembros, elegidos para un periodo de cuatro años. Tres de ellos, incluido el presidente, son seleccionados por el ministerio de Cultura; seis por el Folketing (Parlamento de Dinamarca) y dos por los empleados de la corporación. Sus funciones son controlar las finanzas y asegurarse de que se respeta la Ley de Radiodifusión danesa.
Por debajo se encuentra el consejo de administración, que se encarga de la programación y de la actividad habitual, siendo el órgano más visible al público. Sus miembros son elegidos por el consejo ejecutivo. La directora desde 2011 es Maria Rørbye Rønn.
El grupo se financia con un impuesto directo bianual que recauda la DR Licens, un organismo integrado en DR. Se cobra a entidades comerciales y a ciudadanos a partir de la mayoría de edad, establecida en los 18 años, e independientemente del uso que estos hagan de los medios públicos. En el caso de los particulares hay dos tasas: una de radio (solo cubre reproductores) y otra de medios, que contempla prácticamente cualquier objeto que pueda reproducir imágenes, incluidas las conexiones a internet. A cambio, el pago cubre todas las posesiones del pagador, su pareja y sus hijos. Los pensionistas pueden acogerse a un descuento del 50% y los estudiantes no están obligados a afrontarlo. Como contrapartida, DR no puede emitir publicidad.
La programación de DR se rige por cuatro pautas:
- Generar valor para la sociedad, cultura y ciudadanía danesa
- Establecer en sus espacios unos estándares de credibilidad, independencia, equilibrio, variedad y calidad
- Ofrecer una programación de calidad en todos los géneros
- Adaptarse a los cambios y desarrollo de los medios de comunicación para mantener los vínculos con la sociedad

## Servicios

### Radio

#### Emisoras en FM

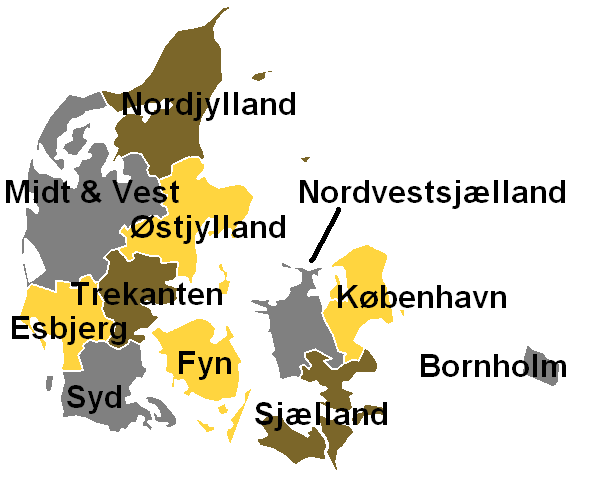
Mapa con la división regional de DR P4.

Emiten en frecuencia modulada y DAB.
| Logo | Emisora | Información |
| ---- | ------- | --- |
|      | DR P1   | Cadena informativa con programas de entretenimiento y de servicio público. Se fundó en 1926 y fue la primera radio danesa.                           |
|      | DR P2   | Emite música clásica, jazz, dramas y acontecimientos culturales y artísticos. Se creó en 1951.                                                       |
|      | DR P3   | Especializada en música, entretenimiento y deportes. Dispone de boletines informativos. Se dirige a un público joven. Comenzó sus emisiones en 1963. |
|      | DR P4   | Cadena con desconexiones locales que mezcla radiofórmula y servicios informativos. Está formada por 11 emisoras regionales y es líder de audiencia.  |

#### Emisoras en DAB
Además de las cuatro primeras cadenas, DR cuenta con cadenas exclusivas para DAB.
| Logo | Emisora    | Información       |
| ---- | ---------- | ----------------- |
|      | DR P5      | Clásicos del pop. |
|      | DR P6 Beat | Pop-rock e indie. |
|      | DR P8 Jazz | Jazz.             |

### Televisión

Logotipo histórico de Danmarks Radio, en uso hasta 2013.

#### En abierto
| Logo | Canal        | Información |
| ---- | ------------ | --- |
|      | DR1          | Fundada el 2 de octubre de 1951. Su programación es generalista y es el canal con más audiencia de la corporación.                |
|      | DR2          | Fundada el 30 de agosto de 1996. Emite series, espacios culturales, documentales y una programación alternativa a la popular DR1. |
|      | DR Ramasjang | Canal infantil para niños menores de 7 años. Entró en el aire el 1 de noviembre de 2009.                                          |

#### Digitales
DR gestiona dos canales especiales en streaming que antes funcionaban como canales lineales:
| Logo | Canal    | Información                           |
| ---- | -------- | ------------------------------------- |
|      | DR3      | Para espectadores entre 15 y 35 años. |
|      | DR Ultra | Para niños y adolescentes.            |